# Bare (Ilidža, BiH)
Bare su sarajevsko naselje. Okružuju ih naselja Otes na jugozapadu, Doglodi na sjeverozapadu, Azići na sjeveroistoku. Kroz naselje teče rječica Dobrinje. Glavna je ulica Bare kod Stupa. Danas je to postalo prigradsko naselje. U sastavu je općine Ilidža. Prije velikosrpske agresije i bošnjačke agresije na Hrvate bio na glasu kao dio Sarajeva u kojem je velik broj Hrvata katolika. Ratne nepogode pridonijele su smanjenju broja katolika u Sarajevu i okolici. Jedni su starinske starosjedilačke obitelji, s tradicijom u dalekoj prošlosti. Drugi su novijeg postanja. To su bile obitelji većinom iz Hercegovine, koji su došle u Sarajevo zbog posla. Velika poduzeća kao Famos iz Hrasnice i Energoinvest prije velikosrpske agresije su imala mnogo zaposlenika Hrvata.
Prvi apostolski vikar u Bosni biskup fra Mate Delivić u svome izvješću iz 1737. godine naveo je mjesto Bare (Barre) u župi Sarajevo, s 3 katoličke kuće i 30 katolika.
Zbog brojne zajednice Hrvata, Bare su stoga bile jednim od djelova Sarajeva odnosno BiH koje je bilo pod nadzorom HVO-a. Hrvati su se ovdje samoorganizirali u obrani Bosne i Hercegovine. 
Zbog inertnosti središnjih bosanskohercegovačke vlasti pred imanentnim srpskim osvajačkim pohodom bilo je nužno političko i vojno samoorganiziranje Hrvata grada Sarajeva. Bare su bile dio teritorijalno-administrativne zajednica hrvatskog naroda u BiH, Hrvatske zajednice Vrhbosne, osnovane siječnja 1992. godine. Poznat je bio HVO Sarajevo, a na području Azića djelovao je HVO na čelu s predsjednikom Velimirom Marićem.
Jeseni 1992. Glavni stožer Armije BiH planirao je vojnu operaciju Koverat, kojom bi deblokirali Sarajeva. Međutim, srpske su snage prve napale. Prvo su zauzele Doglode a potom u jakom topničko-tenkovsko-pješačkom napadu koji je trajao od 1. do 4. prosinca 1992. osvojile su susjedni Otes.
Bošnjački napad na Hrvate i obračun s nedužnim Hrvatima koji su branili Sarajevo i držali strateški važni položaj pokraj zračne luke nije pružio viziju lijepe budućnosti Hrvatima i katolicima.